# 中国和平崛起
“中国和平崛起”，现称“中国和平发展”，是中华人民共和国使用的政治用语，自2003年开始由於国际对中国军力大幅提升的擔憂，时任中共中央总书记胡锦涛领导的中国共产党提出了該外交政策。这个政策的要点是中国经济和军事发展是对世界有利，而且中国不希望跟其它国家有军事冲突。这个政策也旨在回应国际上广泛存在的“中国威胁论”，传达中国的崛起并非以军事扩张或挑战现有国际秩序为手段，而是以改善民众福祉、加强国际合作为出发点。据称，该术语最初的提出，目的是为了减少中国军力增长所带来的国际疑虑，强调中国的发展有利于全球和平与繁荣。
2012年習近平出任中共中央總書記後，提出「中華民族偉大復興的中國夢」和一帶一路構想，中國外交逐漸放棄了自邓小平以来的「韜光養晦」的政策，轉而提倡「大國外交」、「大有作為」，他更指示中國外交官對外發動「戰狼外交」。

## 提出背景
这个词汇最初由中共中央党校的副校长郑必坚在2003年的博鳌亚洲论坛上提出。郑必坚是在2002年访问美国期间，注意到西方媒体频繁将中国描绘为潜在威胁，因而提出这一概念以重塑中国国际形象。他强调，中国的发展不走扩张主义或军事征服的道路，而是通过合作实现互利共赢。
后来有中国国务院总理温家宝于2003年12月在哈佛大学的演讲中，首次以国家领导人身份正式使用这一表述。并在亚细安会议以及访美期间反复重申。这已经成为第一个由胡锦涛和温家宝领导的第四代领导人的外交政策。
“和平崛起”的思想基础可追溯至1990年代中期中国学术界提出的“新安全观”。在1989年“六四事件”后，中国政府开始更加关注国际形象，尤其是在美中关系方面。因此，“和平崛起”不仅是对外政策的战略安排，也是一项宣传性的概念工程。

## 修正
因为“中国崛起”一词在外文翻译中可能会有武力征服的意味，与中国政府本意相背离，在该政治口号正式提出后不久，有國內理论学者提出修改为“和平发展”，避免为“中国威胁论”推波助澜。因此在2004年后半年，“和平崛起”一词在新闻，教育等政治宣传中逐渐淡出，并改为更低调的“和平发展”。
对内“和谐发展”，对外“和平发展”，一个“和”字，构成了以胡锦涛为总书记的中共第四代领导集体的战略基调。

## 核心理念
这一提法主要是为了让东亚大陆国家以及美国相信，中国军事力量的增强和经济实力的增长不会对和平稳定构成威胁，相反，各国都将从中国日益增长的实力和影响力中受益。罗伯特·苏廷杰认为，"和平崛起这一概念最初多少带有宣传运动的性质"，"未必对中国外交政策具有决定性意义"。
在外交实践上，这一理念主张在南沙群岛、钓鱼岛和藏南地区等领土争端问题上采取较为克制的立场。不过，中国与日本的关系仍然紧张，军事现代化进程也仍在继续。

## 中美关系
随着江泽民中国共产党领导集体的结束，中美关系进入了一个转折点，一个“合作共存”的新常态逐步建立起来。正如基辛格所言：“美国与中国意识到彼此的必要性——两国都太大，不可能被支配；太独特，无法被改造；又彼此不可或缺，不容孤立。”:487
中国最高领导人胡锦涛与国务院总理温家宝在处理中国发展问题和确立中国国际角色方面，展现出前所未有的视角。他们是第一代没有亲身经历过“文化大革命”的中国领导人，也是第一代在中国已明显崛起为世界大国的背景下上台的领导人。“他们是在国内经济持续增长、中国正式融入国际经济秩序之后执掌政权的，面对的是一个在全球各个角落均有利益的、不可否认的‘世界强国’中国。”:489
根据亨利·基辛格在其著作《论中国》中的描述，郑必坚曾于2005年在《外交事务》杂志发表文章，被视为中国对外提出的“准官方”政策声明。 :499 郑必坚在文中表示，中国已采纳一种“超越传统大国崛起路径”的战略。中国寻求建立“新的国际政治与经济秩序”，但这一秩序的实现方式是“通过渐进式改革以及国际关系的民主化”。他强调，中国不会重蹈一战前的德国或二战前的德日覆辙，也不会像当年那样靠武力掠夺资源、追求霸权；同样不会走冷战时期大国争霸、争夺全球主导权的老路。
澳大利亚分析人士周安澜（Alex Joske）指出，中国通过国家安全部在美国持续开展的影响力行动来传播这一理念。
美国政府则将中国定位为国际体系中的"负责任的利益攸关方"。2005年，时任美国副国务卿罗伯特·佐利克在美中关系全国委员会的演讲中回应了郑必坚的文章，这一回应"实质上是对中国成为国际体系特权成员和塑造者的邀请"
戴秉国国务委员强调，中国的发展既不是"韬光养晦"的权宜之计:508，也不是放弃自身优势的天真幻想。"坚持走和平发展道路，不是主观想象或算计的产物，而是基于我们对当今世界和中国发生的巨大变化，以及中国与世界关系深刻变革的清醒认识，是顺势而为、与时俱进的选择。"
戴秉国否认了有关“中国将谋求主导东亚及更广泛亚太地区、甚至取代美国成为全球主导力量”的说法，认为这些都是“彻头彻尾的神话”，既不符合中国的历史经验，也与当前的政策背道而驰。他还提出了一个颇具意味的呼吁，邀请国际社会“监督”中国，确保其绝不谋求霸权：“邓小平同志曾说过：如果有一天中国要搞世界霸权，世界人民就应该揭露它，反对它，甚至同它作斗争。国际社会在这一点上可以监督我们。”戴, 秉国. . 中华人民共和国外交部. 2010年12月6日. （原始内容存档于2013年10月4日）.</ref>

## 中国崛起对于周边秩序的影响

### 中国的发展威胁周边地区的稳定与安全
自2012年起，東南亞多國與中國在南海的領土爭端升高，更促使這些國家合作對抗軍力不斷增長的中國。日本、韓國已及東盟各國對中国紛紛採取更加防範的態度，並重新鞏固與美國的軍事同盟關係，尋求保護。美國也順勢重新加強了與這些亞洲盟友的軍事互動與同盟關係。
根據西方國家的觀察，中國在習近平領導下展現出極大的野心，尤其在台灣問題和南海爭議上，態度越來越強硬，以美國為首的西方陣營開始應對來自中國的威脅，發生地區軍事衝突的風險顯著增加。

### 中国的发展有利于周边地区的稳定与安全
中国处于从欧亚大陆到东北亚的“动荡弧线”的结合部，中国周边是世界各主要大国利益交汇之地，也是“热点”相对集中的高危地带。中国的发展有利于增强中国调节这些冲突的力度，寻求更多的合作。

### 中国的发展将有助于推动东亚一体化
东亚是中国最为关键的周边板块之一。该地区既是中、美、俄、日等几大国的利益汇聚之地，也是东盟作为一个新兴地区力量的成长之区。如何处理好中国和平崛起与东亚之间的关系将直接关系到中国能否抓住并延长战略机遇期的问题。其次，中国崛起所带来的影响东亚地区首当其冲。因此无论对中国，还是对周边地区来说，这一主题都是举足轻重的。

## 政府白皮书
中华人民共和国国务院于2005年发布题为《中国的和平发展道路》的白皮书，明确阐述中国的和平发展战略。白皮书共分为五个章节：
1. 中国是世界上最大的发展中国家，经济发展是中国在全球化背景下的首要目标。中国主张建设多元化世界而非谋求霸权，并基于“和平共处五项原则”与其他国家发展关系。
2. 和平的国际环境对中国的发展至关重要。中国的发展是全球发展的重要组成部分，其减贫成效对世界作出贡献，并努力控制世界能源消耗量。中国的增长也在一定程度上缓解了全球金融危机的影响。
3. 中国将以科学发展为指导，推动国内市场发展，走一条更加清洁、依托信息技术与创新、注重人力资本培养的工业化新道路。
4. 中国将继续坚持对外开放政策，积极参与包括世界贸易组织在内的多边贸易体系，并通过中国－东盟自由贸易区等机制推动区域一体化。同时，中国将在平等基础上处理贸易与汇率争端，扩大对外投资，维持劳动力与出口优势。
5. 中国主张在国际关系中推进“民主化”，即各国通过对话与多边主义平等相处，而非依靠胁迫。中国支持发展中国家广泛参与国际事务，帮助其自主发展，提倡相互信任、摒弃“冷战思维”，并推动军备控制与核裁军。中国承诺以和平方式解决仍存的边界争议。

2011年9月，中国政府发布了另一份题为《中国的和平发展》的白皮书。 其中强调：“中国外交的根本目标是为国家发展营造和平稳定的国际环境。”

## 
1. 1 2 3  见孙绍正《中共和平崛起论之研析》之“肆、重要论点”一节。
2. ↑  Jane Perlez. . 纽约时报中文网. 2014-12-01  [2020-01-20]. （原始内容存档于2020-12-06） （中文）.
3. ↑  . BBC News 中文.   [2020-01-20]. （原始内容存档于2020-12-06） （中文（简体））.
4. ↑  Grant, Stan. . ABC中文. 2018-01-31  [2020-01-20]. （原始内容存档于2020-12-06） （中文（中国大陆））.
5. ↑  小山. . 法國廣播電台. 2020-04-13  [2020-12-12]. （原始内容存档于2020-06-29）.
6. ↑  Suettinger, Robert.  (PDF). 胡佛研究所. 2004-10-30  [2022-10-23] （英语）.
7. ↑  潘文. . 外交关系协会. 2006-04-14. （原始内容存档于2006-07-18）.
8. 1 2 3  基辛格, 亨利. . 纽约: 企鹅出版社. 2011. ISBN 9781101445358.
9. ↑  郑, 必坚. . 外交事务. 2005年9－10月, 84 (5): 22  [2012年12月6日]. JSTOR 20031702. doi:10.2307/20031702. （原始内容存档于2012年12月22日）.
10. ↑  乔斯克, 亚历克斯. . . 哈迪·格兰特图书公司. 2022. ISBN 978-1-74358-900-7. OCLC 1347020692.
11. 1 2  基辛格, 亨利. . 纽约: 企鹅出版社. 2011. ISBN 9781101445358.
12. 1 2 3  秉国, 戴. . 中华人民共和国外交部. 2010年12月6日. （原始内容存档于2013年10月4日）.
13. ↑  美國政策重點轉向亞太 直指中共，新唐人電視台，2011年10月23日
14. ↑  金哲. . 美国之音. 2021年3月7日  [2021年4月21日]. （原始内容存档于2021年4月21日） （中文（简体））.
15. ↑  阮宗泽. . wenku.baidu.com.   [2023-12-22]. （原始内容存档于2023-12-21）.
16. ↑  . 人民网. 2005-10-22  [2010-08-10]. （原始内容存档于2010-12-12）.
17. 1 2  孟, 文婷. . Ibidem. 哥伦比亚大学出版社. 2024: 75. ISBN 9783838219073.

- 阎学通：“和平崛起”的分歧、意义及策略章
- 李榭熙:〈中國的第三世界政策與地緣政治策略〉，《香港社會科學學報》，第36期（2009年春夏）：頁139-161。
- Glaser, Bonnie S.; Medeiros, Evan S. . 《中国季刊》. 2007, 190 (190): 291–310. JSTOR 20192771. S2CID 154920285. doi:10.1017/S0305741007001208.